# Lars-Eric Brossner

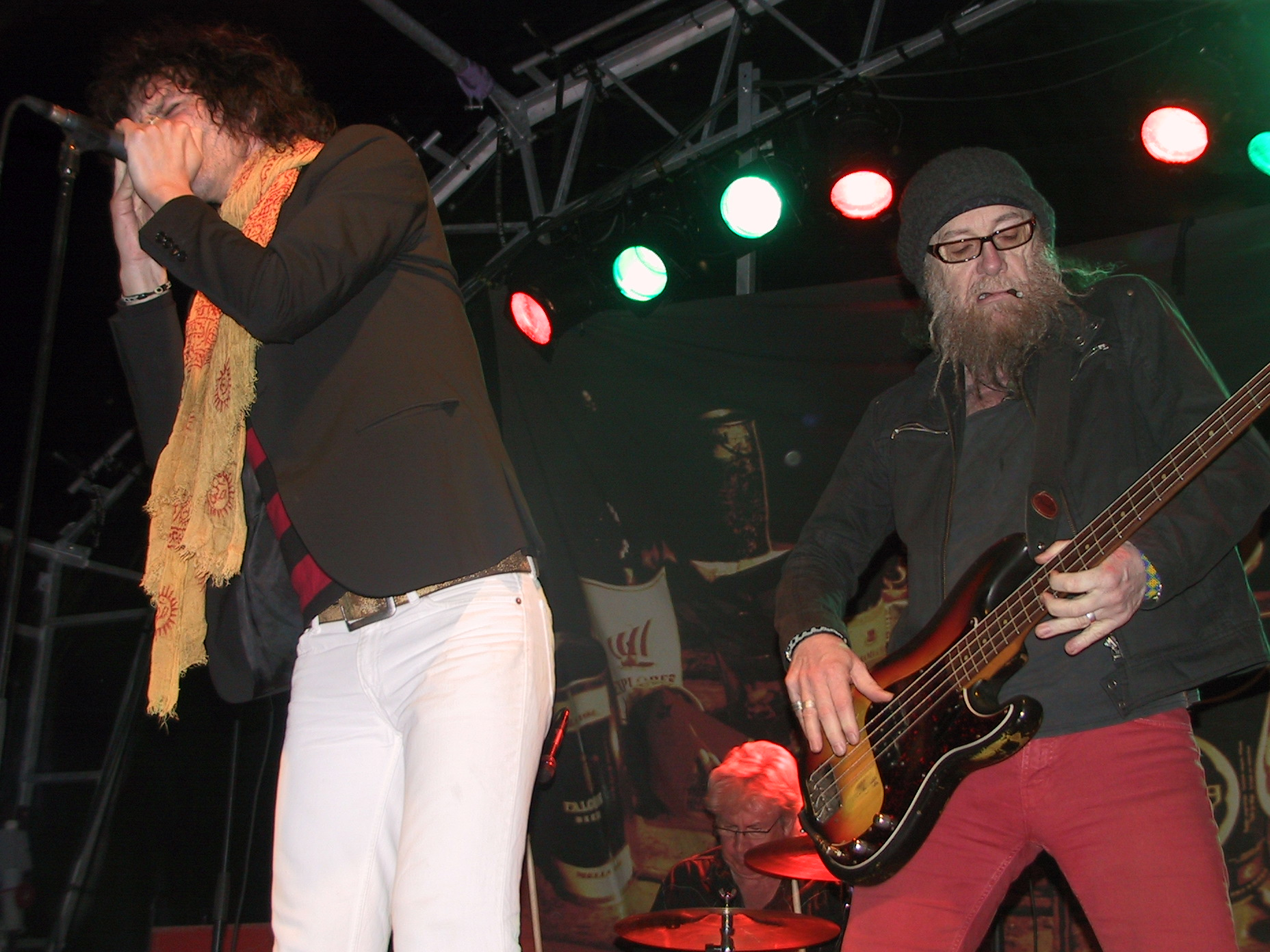
Nationalteatern

Lars-Eric Brossner, egentligen Bertil Lars Erik Brossner, född 29 maj 1949 i Trelleborg, är en svensk kompositör, musiker och skådespelare.

## Biografi
Brossner, som tidigare varit keyboardist i Huntington Band och verkat på Folkteatern i Göteborg, blev 1980 medlem i Nationalteaterns rockorkester.
Han har en dotter tillsammans med kulturjournalisten Betty Skawonius.

## Filmmusik
- 1979 – Ett anständigt liv Instrumentalist: Centan-Köp hela livet, Gnistrande snö, Heroinet är du min älskling och Streetan (Text och musik: Ulf Dageby).
- 1980 – Bara ett barn
- 1983 – Berget på månens baksida
- 1984 – I Gullmarsfjorden
- 1990 – Bulan
- 1995 – Evas döttrar
- 1996 – Rusar i hans famn

## Teater

### Regi (ej komplett)
| År   | Produktion                                                                   | Upphovsmän                                                                      | Teater                |
| ---- | ---------------------------------------------------------------------------- | ------------------------------------------------------------------------------- | --------------------- |
| 1999 | Mera kärlek                                                                  | Lars-Eric Brossner                                                              | Folkteatern, Göteborg |
| 2000 | Snart kommer tiden                                                           | Line Knutzon                                                                    | Folkteatern, Göteborg |
| 2004 | Tre farbröder som inte ville dö Van drie oude mannetjes die niet dood wilden | Suzanne van Lohuizen Översättning Maria Tellander                               | Folkteatern, Göteborg |
| 2016 | Sommarregler Rules of summer                                                 | Shaun Tan Dramatisering Isabel Cruz Liljegren, Mats Kjelbye och Rasmus Lindberg | Angereds teater       |